# Natacha Rambova
Natasza Rambowa (ur. jako Winifred Kimball Shaughnessy 19 stycznia 1897 w Salt Lake City, zm. 5 czerwca 1966 w Pasadenie) – amerykańska scenografka, dyrektorka artystyczna, scenarzystka, producentka i okazjonalnie aktorka. 
Była czterokrotnie zamężna. W latach 1922–1925 jej mężem był aktor Rudolph Valentino.